# والت بلامی
والت بلامی (انگلیسی: Walt Bellamy؛ زاده ۲۴ ژوئیهٔ ۱۹۳۹ درگذشته ۲ نوامبر ۲۰۱۳) یک بازیکن بسکتبال اهل ایالات متحده آمریکا بود.